# Asterostigma lividum
Asterostigma lividum là một loài thực vật có hoa trong họ Ráy (Araceae). Loài này được (Lodd.) Engl. mô tả khoa học đầu tiên năm 1920.